# Waluigi

Het embleem van Waluigi

Waluigi is een computerspelpersonage, gecreëerd door Nintendo. Hij is een slecht alter ego en de tegenpool van Luigi.

## Beschrijving
Waluigi heeft net zoals Wario een gemeen, doortrapt karakter en spant vaak met hem samen om Mario en zijn vrienden te dwarsbomen. Dit plannetje blijkt echter niet altijd te lukken. Waluigi draagt een paars uniform met daarover een donkerblauwe tuinbroek met gele knopen. Hij draagt tevens een paarse pet met daarop het symbool "Γ". Dit staat voor de omgekeerde "L" die verwijst naar "Luigi". Waluigi heeft dezelfde leeftijd als Luigi, maar zijn relatie tot Wario is nog steeds onduidelijk. In tegenstelling tot Wario is Waluigi niet zwaargebouwd, maar eerder dun en gespitst. Waluigi's stem wordt verzorgd door de Amerikaan Charles Martinet, die tevens stemmen doet van andere Nintendo-personages.
Waluigi maakte zijn debuut op 21 juli 2000 in Mario Tennis voor de Nintendo 64, waarin hij verschijnt als speelbaar personage. Daarna komt hij vaker voor in de spellen van Mario.

## Spellen met Waluigi als speelbaar personage
| Jaar | Titel                                                    | Platform         |
| ---- | -------------------------------------------------------- | ---------------- |
| 2000 | Mario Tennis                                             | Nintendo 64      |
| 2000 | Mario Tennis                                             | Game Boy Color   |
| 2000 | Mario Party 3                                            | Nintendo 64      |
| 2002 | Mario Party 4                                            | GameCube         |
| 2003 | Mario Kart: Double Dash!!                                | GameCube         |
| 2003 | Mario Party 5                                            | GameCube         |
| 2003 | Mario Golf: Toadstool Tour                               | GameCube         |
| 2003 | Mario Party 6                                            | GameCube         |
| 2004 | Mario Power Tennis                                       | GameCube         |
| 2005 | Dance Dance Revolution: Mario Mix                        | GameCube         |
| 2005 | Mario Power Tennis                                       | Game Boy Advance |
| 2005 | Mario Smash Football                                     | GameCube         |
| 2005 | Mario Superstar Baseball                                 | GameCube         |
| 2005 | Mario Party 7                                            | GameCube         |
| 2005 | Mario Kart DS                                            | DS               |
| 2006 | Mario Slam Basketball (ook wel Mario Hoops 3-on-3)       | DS               |
| 2007 | Mario Strikers Charged Football                          | Wii              |
| 2007 | Mario Party 8                                            | Wii              |
| 2007 | Mario Party DS                                           | DS               |
| 2007 | Mario & Sonic op de Olympische Spelen                    | DS + Wii         |
| 2007 | Mario Kart Arcade GP 2                                   | Arcade           |
| 2008 | Mario Kart Wii                                           | Wii              |
| 2008 | Mario Super Sluggers                                     | Wii              |
| 2009 | Mario & Sonic op de Olympische Winterspelen              | DS + Wii         |
| 2010 | Mario Sports Mix                                         | Wii              |
| 2011 | Fortune Street                                           | Wii              |
| 2011 | Mario & Sonic op de Olympische Spelen: Londen 2012       | Wii + 3DS        |
| 2012 | Mario Party 9                                            | Wii              |
| 2012 | Mario Tennis Open                                        | 3DS              |
| 2014 | Mario Kart Arcade GP DX                                  | Arcade           |
| 2014 | Mario Kart 8                                             | Wii U            |
| 2014 | Mario & Sonic op de Olympische Winterspelen: Sotsji 2014 | Wii U            |
| 2015 | Super Mario Maker                                        | Wii U en 3DS     |
| 2016 | Mario & Sonic op de Olympische Spelen: Rio 2016          | Wii U en 3DS     |
| 2017 | Mario Kart 8 Deluxe                                      | Switch           |
| 2018 | Super Mario Party                                        | Switch           |
| 2018 | Mario Tennis Aces                                        | Switch           |
| 2019 | Mario & Sonic op de Olympische Spelen: Tokio 2020        | Switch           |
| 2021 | Mario Golf: Super Rush                                   | Switch           |